# Albertin Maisonade
Albertin Maisonade OCist (* vor 1780 in Bordeaux; † 13. Mai 1799 in Casamari, Veroli, Italien) war ein Chormönch des Klosters Casamari und Märtyrer. Er wird in der römisch-katholischen Kirche als Seliger verehrt.

## Leben
Maisonade floh vor der religiösen Unterdrückung in Folge der Französischen Revolution, begann im November 1792 das Noviziat im Kloster Casamari, wo er am 20. November 1793 seine einfache Profess als Chormönch ablegte.
Am 13. Mai 1799 drangen circa 20 Soldaten der französischen Revolutionsarmee bei ihrem Durchmarsch in die Abtei ein, um sie zu plündern. Maisonade wurde in der Kapelle der Krankenstation mit einem weiteren dort betenden Mönch, Dominicus Zawřel, von den Soldaten mit Säbelhieben und Bajonetten getötet. Die Soldaten ermordeten insgesamt vier weitere Mönche von Casamari. Maisonade wurde in der Abteikirche von Casamari begraben.

## Verehrung und Seligsprechung
Am 26. Mai 2020 sprach Papst Franziskus Maisonade und fünf weitere Märtyrer von Casamari den sogenannten heroischen Tugendgrad zu. Am 17. April 2021 wurde Maisonade mit seinen fünf Leidensgenossen durch Marcello Semeraro, Präfekt der Kongregation für die Selig- und Heiligsprechungsprozesse, seliggesprochen, der in seiner Predigt die Märtyrer als „Zeugen der Liebe Jesu“ bezeichnete.